# Schwedisches Kernwaffenprogramm

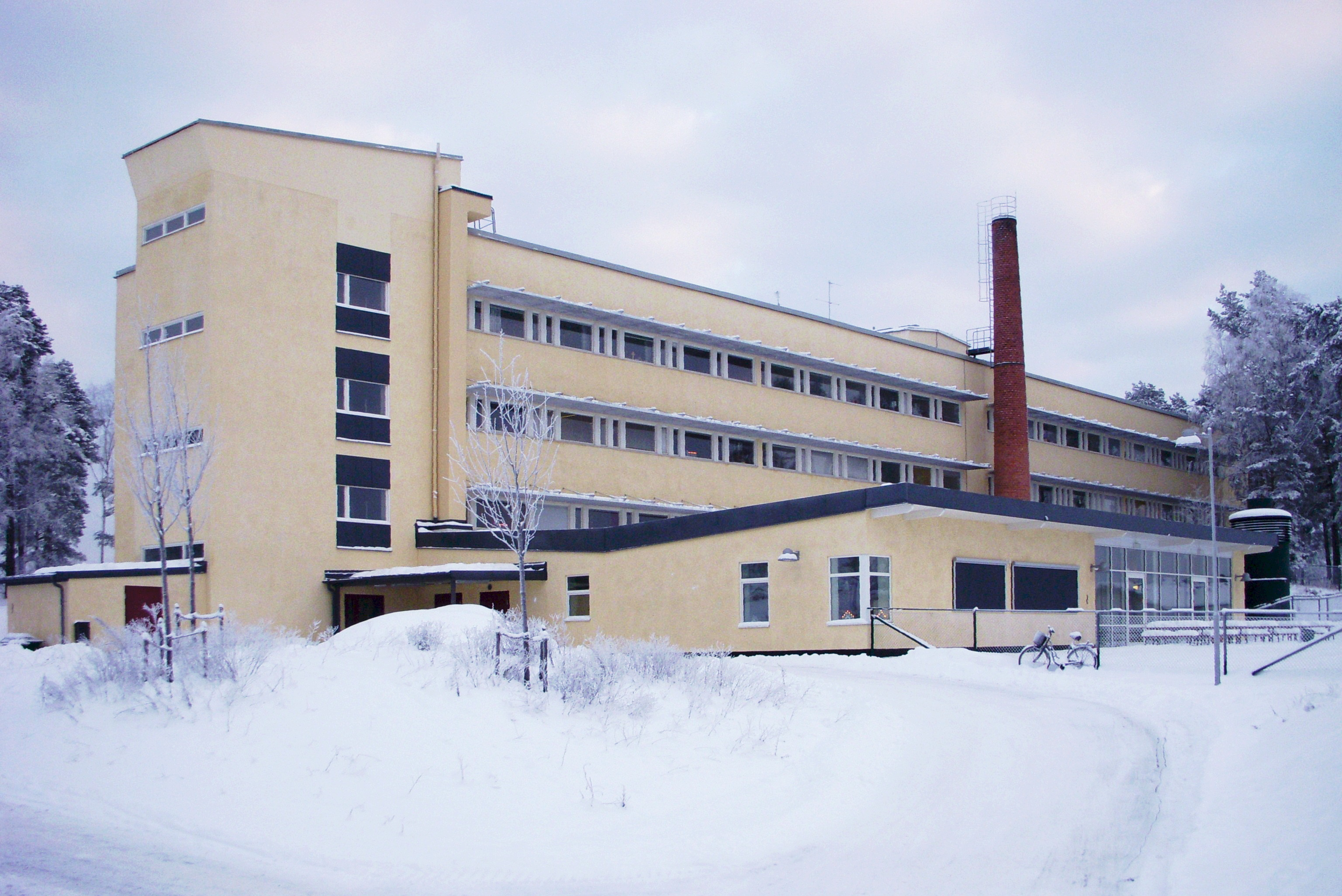
Altes Bürogebäude der FOA in Ursvik in der Gemeinde Sundbyberg. Heute befindet sich hier die Älvkvarnsschule.

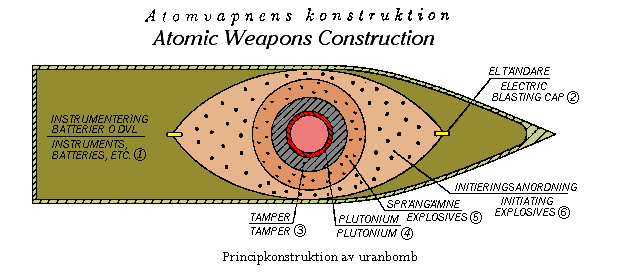
Designstudie einer schwedischen Atombombe im Jahr 1956 (nicht gebaut)

Das schwedische Kernwaffenprogramm wurde von 1945 bis 1972 betrieben und sollte der Entwicklung von Kernwaffen dienen.
Nach dem Ende des Zweiten Weltkrieges und den amerikanischen Atombombenabwürfen auf Hiroshima und Nagasaki lag die größte militärische Bedrohung des neutralen Schweden in der atomaren Rüstung der Sowjetunion. Die Forschung an Kernwaffen lief wie auch die Forschung zum Schutz gegen die atomare Bedrohung in der Forschungsanstalt der Verteidigung (Försvarets forskningsanstalt, kurz FOA).
Die FOA präsentierte 1948 die ersten ernsthaften Pläne zur Schaffung einer Atomwaffe. Das Projekt sollte gleichzeitig mit einem Programm zur zivilen Nutzung der Kernenergie laufen und die heimischen Uran-Ressourcen als Kernbrennstoff nutzen. Die Reaktoren in Ågesta und Marviken sollten waffenfähiges Plutonium produzieren und zugleich Energie liefern. Das Flugzeug Saab 36 wurde für den Einsatz von Atomwaffen geplant, ebenso sollten auch U-Boote und Flugzeuge wie die Saab 32 Lansen und die Saab 37 Viggen Atomwaffen tragen können. 
Alle Aktivitäten liefen über die FOA. Geplant war die Produktion von 100 Atomsprengköpfen über einen Zeitraum von zehn Jahren. Während der 1960er Jahre war noch immer nicht klar, ob Schweden eine Nuklearkapazität entwickeln würde. 1968 wurden alle Pläne für ein schwedisches Kernwaffenprogramm eingestellt, als Schweden den Atomwaffensperrvertrag unterschrieb. Die letzten Ausläufer des Programms endeten 1972, als die FOA ihre Experimente mit Plutonium beendete.
Die Programme zur zivilen Nutzung der Kernenergie liefen weiter und 2010 hatte das Land zehn aktive Reaktoren.